# NGC 2446
NGC 2446 (другие обозначения — UGC 4027, MCG 9-13-58, ZWG 262.30, IRAS07446+5444, PGC 21860) — спиральная галактика (Sb) в созвездии Рысь.
Этот объект входит в число перечисленных в оригинальной редакции «Нового общего каталога».
В галактике вспыхнула сверхновая SN 2014ak типа Ia, её пиковая видимая звездная величина составила 17,9.